# Michiel Sweerts
Michiel Sweerts, talvolta indicato anche con la grafia del nome Michael (Bruxelles, 1618 – Goa, 1664), è stato un pittore e incisore fiammingo.

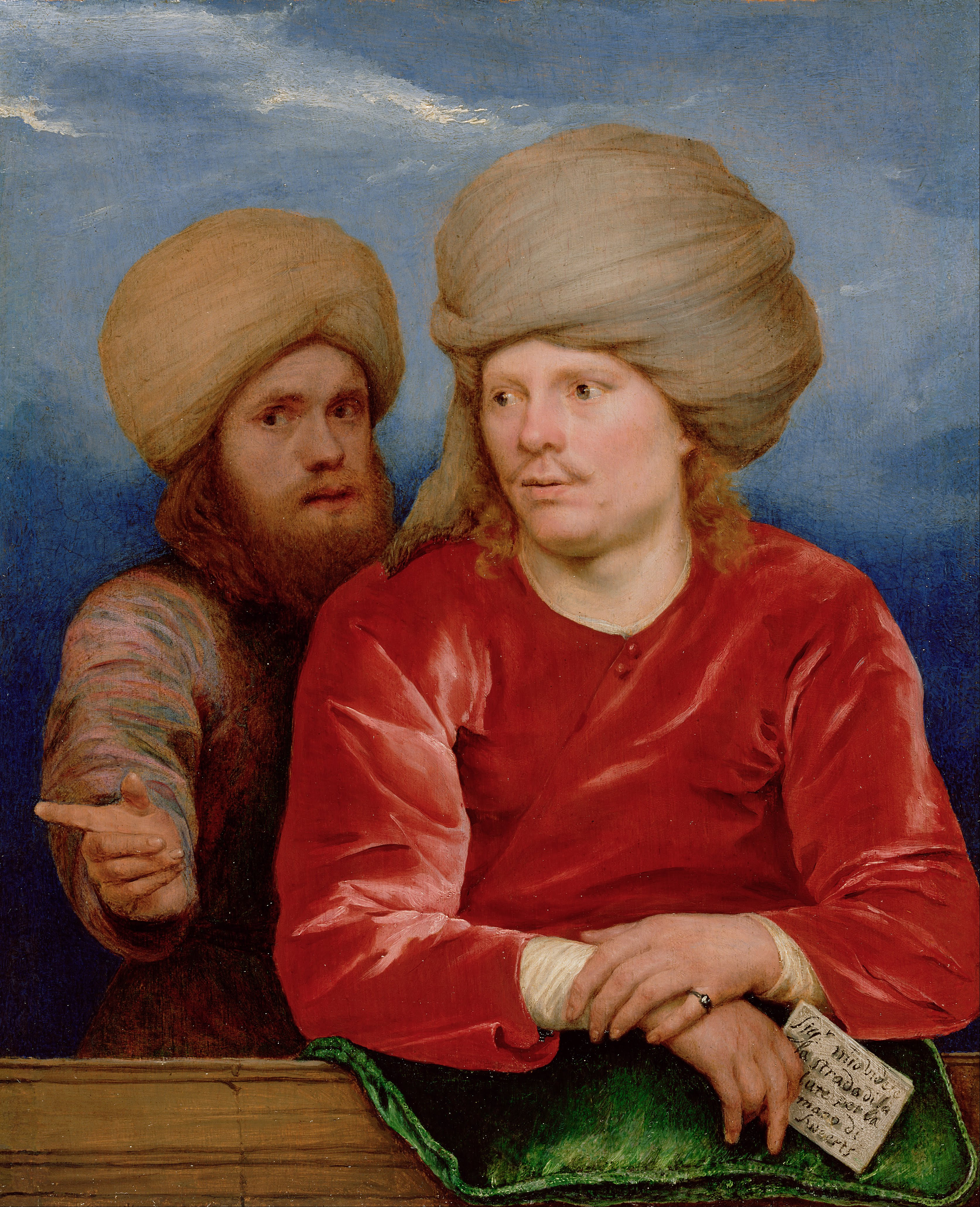
Michiel Sweerts, Doppio ritratto, Getty Center

Michael Sweerts è noto per il suo stile originale e avvolto nel mistero, che lo ha consacrato come uno degli artisti più enigmatici del suo tempo. La sua carriera, contraddistinta da una forte indipendenza creativa e da un realismo sensibile, si arricchisce di opere in cui cattura la vita quotidiana di Roma, ritrando spesso figure marginali della società, come le prostitute. Le sue scene, pur mostrando la miseria di questi soggetti, sono intrise di una rara dignità, che unisce la durezza della realtà alla profondità emotiva dei suoi personaggi.

## Biografia
Nato a Bruxelles intorno al 1624, Michael Sweerts proveniva da una delle famiglie aristocratiche più influenti della città. Le informazioni sulla sua vita sono scarne e spesso contraddittorie. Sebbene un atto di battesimo risalente al 29 settembre 1618 possa riferirsi a lui, la maggior parte delle fonti, comprese dichiarazioni dello stesso pittore, indicano la sua nascita verso il 1624. A partire dal 1643, Sweerts si trasferì a Roma, dove visse fino al 1653. La capitale papalina, centro dell'arte barocca, costituì per lui un ambiente vivace e stimolante, dove si integrò nella comunità di artisti fiamminghi e olandesi.
Nel periodo romano, Sweerts sviluppò un forte legame con i Bamboccianti, un gruppo di pittori che si distinguevano per la loro rappresentazione realistica della vita quotidiana. La sua pittura si caratterizzava per l'uso di toni sobrii e per l'assenza di idealizzazione nelle scene di vita popolare, un approccio che lo separava dalle correnti più ortodosse del barocco. Durante il suo soggiorno a Roma, entrò in contatto con opere giovanili di Caravaggio e con vari artisti italiani, influenzando anche pittori venuti dal nord Europa, come Wolfgang Heimbach e Jodocus van de Hamme.
Nel 1650, Sweerts ricevette un'onorificenza papale, il titolo di Cavaliere dello Speron d'oro, per il suo contributo all'arte, un riconoscimento raro per un artista non nobile, che tuttavia non esibì mai nei suoi ritratti. Nel 1651, soggiornò brevemente a Roma sotto la protezione del collezionista Camillo Pamphilj, prima di spostarsi a Spoleto nel 1653, dove dipinse il Ritratto della famiglia Lodoli.
Dopo il suo ritorno a Bruxelles, Sweerts intraprese un ulteriore percorso artistico che lo portò a fondare una scuola d'arte, finanziando la formazione di giovani pittori. All'inizio degli anni 1660, si unì alla Missions Étrangères lazzariste che lo condusse in Oriente. Nel 1661 partì da Marsiglia verso la Terrasanta, trascorrendo poi due anni tra Siria e Persia, dove continuò a dipingere per i signori locali. Il suo viaggio lo portò infine in India, dove morì nel 1664, probabilmente a Goa, sebbene le circostanze della sua morte rimangano oscure e avvolte nel mistero.

## Opere e stile
Le opere di Michael Sweerts si distinguono per il loro realismo incisivo e per una rappresentazione poetica e veritiera della vita quotidiana. Le sue composizioni, spesso di piccolo formato, mostrano una grande attenzione ai dettagli e una capacità unica di ritrarre l'umanità nelle sue forme più semplici e autentiche. Le scene rappresentano frequentemente figure marginali, come anziani, lavoratori e donne di bassa estrazione sociale, immortalati in momenti di vita quotidiana che riflettono sia la miseria che la dignità delle persone ritratte.
Il suo stile si avvicina a quello dei Bamboccianti, ma senza la vena cinica e scanzonata tipica di quel gruppo. Piuttosto, le sue opere esprimono una serietà e un'attenzione psicologica verso i suoi soggetti. Le influenze di Caravaggio sono evidenti, soprattutto nelle prime opere, ma Sweerts si distacca dal maestro lombardo per un approccio meno tenebroso e più sobrio. Nel periodo successivo al suo ritorno a Bruxelles, il pittore sviluppò una tecnica più luminosa e a tratti vicina a quella dei pittori olandesi, come Vermeer, con un maggiore rilievo compositivo e l'uso di cieli più spaziosi come sfondo.
Oltre alla pittura, Sweerts nutriva un forte interesse per la scultura e la didattica. A Roma, la sua bottega divenne un luogo di formazione per giovani artisti, a cui trasmetteva il valore dell'individualità e della ricerca personale, piuttosto che l'imitazione del proprio stile. La sua passione per l'insegnamento è visibile in alcune sue opere, dove appaiono oggetti tipici della didattica artistica, come gesso e calco. Alcuni dei suoi calchi, come quello dello "scorticato", divennero iconici e rappresentano un aspetto peculiare della sua produzione.

## Eredità e riconoscimento
Michael Sweerts è stato un artista relativamente ignorato dai contemporanei, ma è stato riscoperto nel XX secolo grazie al lavoro di storici dell'arte come Roberto Longhi, Vitale Bloch e Giuliano Briganti. Il suo stile, purtroppo, non ha mai trovato un vasto seguito nel suo tempo, ma oggi è apprezzato per la sua originale visione della realtà e per la sua capacità di esprimere una verità poetica e profonda attraverso la pittura. La sua arte, che non si conformava alle mode del suo tempo, lo ha reso uno degli interpreti più affascinanti e misteriosi del Seicento.

## Opere
- Lottatori romani
- De tekenles
- Autoritratto (1658-1662 circa; olio su tela; Firenze, Galleria delle Statue e delle Pitture degli Uffizi).
- Scena di adescamento (1644-1646; olio su tela, 67,2 x 50 cm; Roma, Accademia Nazionale di San Luca).
- Michael Sweerts e collaboratore («P.F.N.»), Coppia elegante in visita ai pastori (1648-1650; olio su tela, 74,5 x 98 cm; Roma, Accademia Nazionale di San Luca).
- Ragazza che si pettina (1650 circa; olio su tela, 48,5 x 37,5 cm; Roma, Accademia Nazionale di San Luca).
- Bevitore (1650 circa; olio su tela, 48,6 x 37,9 cm; Roma, Accademia Nazionale di San Luca).
- Anziano pellegrino in sosta (XVII secolo; olio su tela, 43 x 34,5 cm; Roma, Musei Capitolini, Pinacoteca Capitolina).
- Anziana che fila (1650 circa; olio su tela, 41,3 x 33 cm; Roma, Musei Capitolini, Pinacoteca Capitolina). Sovrintendenza Capitolina ai Beni Culturali.
- San Bartolomeo (olio su tela, 76 x 61 cm; Firenze, Ministero della Cultura - Direzione regionale Musei nazionali Toscana).